# Округ Хјурон (Охајо)
Округ Хјурон (енгл. Huron County) је округ у америчкој савезној држави Охајо.

## Демографија
По попису из 2010. године број становника је 59.626, што је 139 (0,2%) становника више него 2000. године.
| Група             | 2000.          | 2010.          |
| Белци             | 56.057 (94,2%) | 54.649 (91,7%) |
| Афроамериканци    | 575 (1,0%)     | 614 (1,0%)     |
| Азијати           | 150 (0,3%)     | 175 (0,3%)     |
| Хиспаноамериканци | 2.117 (3,6%)   | 3.333 (5,6%)   |
| Укупно            | 59.487         | 59.626         |